# Lophura diardi

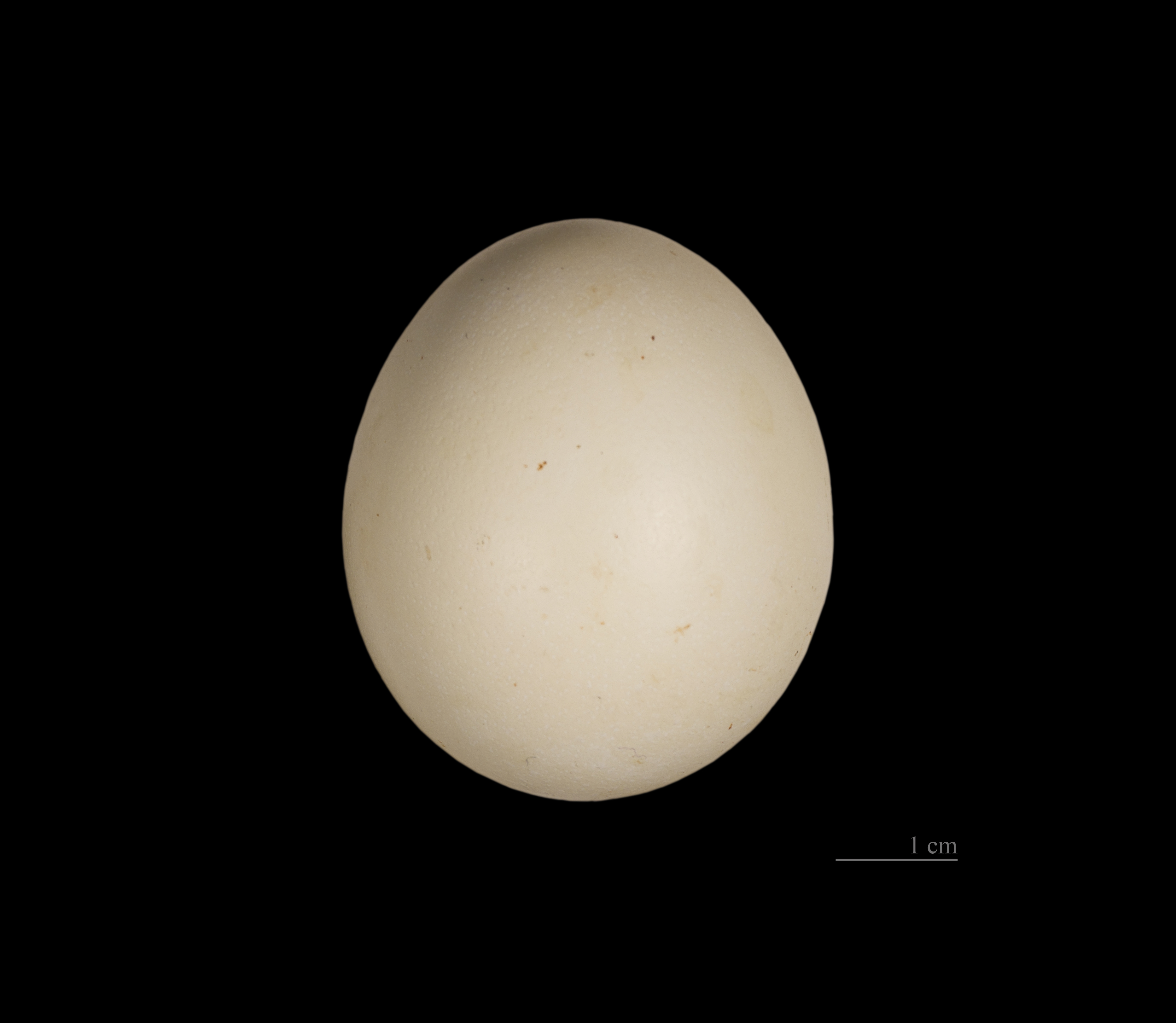
Huevos de Lophura diardi

El faisán siamés, también faisán perlado o faisán prelado (Lophura diardi) es una especie de ave galliforme de la familia Phasianidae autóctono de las selvas del Sudeste asiático. No se conocen subespecies.
La segunda palabra del nombre científico se le puso en honor del naturalista francés Pierre-Médard Diard.

## Distribución
El faisán siamés se distribuye por los bosques de las tierras bajas siempreverdes de Camboya, Laos, Tailandia y Vietnam. En Tailandia se le considera el ave nacional.
Hasta hace poco la IUCN lo consideraba más en peligro, pero estudios recientes han comprobado que se habían subestimado sus poblaciones y que en realidad el estado de la especie no debe preocupar.